# Лелековка (село)
Лелековка (укр. Лелеківка) — село в Петровской поселковой общине Александрийского района Кировоградской области Украины.
Население по переписи 2001 года составляло 8 человек. Почтовый индекс — 28333. Телефонный код — 5237. Код КОАТУУ — 3524985904.

## История
В 1946 году указом ПВС УССР село Лелековка Вторая переименовано в Лелековку.
До 2020 года входило в Петровский район